# Lista episoadelor din Seinfeld

Aceasta este lista episoadelor din serialul american de comedie Seinfeld:

## Rezumat
| Sezonul | Sezonul | Episoade | Prod. | Premiera  | Seinfeld - Producție DVD | Seinfeld - Producție DVD | Seinfeld - Producție DVD | Seinfeld - Producție DVD | Seinfeld - Producție DVD |
| Sezonul | Sezonul | Episoade | Prod. | Premiera  | Regiunea 1               | Regiunea 2               | Regiunea 4               | Discuri                  |                          |
| ------- | ------- | -------- | ----- | --------- | ------------------------ | ------------------------ | ------------------------ | ------------------------ | ------------------------ |
|         | 1       | 5        | 1xx   | 1989–1990 | 23 noiembrie 2004        | 1 noiembrie 2004         | 18 octombrie 2004        | 4                        |                          |
|         | 2       | 12       | 2xx   | 1991      | 23 noiembrie 2004        | 1 noiembrie 2004         | 18 octombrie 2004        | 4                        |                          |
|         | 3       | 23       | 3xx   | 1991–1992 | 23 noiembrie 2004        | 1 noiembrie 2004         | 18 octombrie 2004        | 4                        |                          |
|         | 4       | 24       | 4xx   | 1992–1993 | 17 mai 2005              | 1 noiembrie 2004         | 24 mai 2005              | 4                        |                          |
|         | 5       | 22       | 5xx   | 1993–1994 | 22 noiembrie 2005        | 13 iunie 2005            | 21 noiembrie 2005        | 4                        |                          |
|         | 6       | 24       | 6xx   | 1994–1995 | 22 noiembrie 2005        | 28 noiembrie 2005        | 21 noiembrie 2005        | 4                        |                          |
|         | 7       | 24       | 7xx   | 1995–1996 | 21 noiembrie 2006        | 20 noiembrie 2006        | 8 noiembrie 2006         | 4                        |                          |
|         | 8       | 22       | 8xx   | 1996–1997 | 5 iunie 2007             | 3 iunie 2007             | 13 iunie 2007            | 4                        |                          |
|         | 9       | 24       | 9xx   | 1997–1998 | 6 noiembrie 2007         | 19 noiembrie 2007        | 24 octombrie 2007        | 4                        |                          |

## Lista episoadelor
Următoarea listă este ordonată după datele în care episoadele au fost difuzate inițial, și unele date ale transmisie pot să nu corespundă cu codul de producție al episoadelor. Numărul din prima coloană se referă la numărul episodului în cadrul întregii serii, în timp ce numărul din a doua coloană indică numărul episodului în cadrul sezonului din care face parte. 

### Sezonul 1: 1989–90
| № | # | Titlul                    | Regia        | Scenariul                    | Premiera      | Cod de producție | Audiență |
| - | - | ------------------------- | ------------ | ---------------------------- | ------------- | ---------------- | -------- |
| 1 | 1 | „The Seinfeld Chronicles” | Art Wolff    | Larry David & Jerry Seinfeld | 5 iulie 1989  | 101              | 10.9/19  |
| 2 | 2 | „The Stake Out”           | Tom Cherones | Larry David & Jerry Seinfeld | 31 mai 1990   | 103              | 16.2/24  |
| 3 | 3 | „The Robbery”             | Tom Cherones | Matt Goldman                 | 7 iunie 1990  | 104              | 13.6/24  |
| 4 | 4 | „Male Unbonding”          | Tom Cherones | Larry David & Jerry Seinfeld | 14 iunie 1990 | 102              | 13.6/24  |
| 5 | 5 | „The Stock Tip”           | Tom Cherones | Larry David & Jerry Seinfeld | 21 iunie 1990 | 105              | 13.5/24  |

### Sezonul 2: 1991
| №  | #  | Titlul                   | Regia        | Scenariul                    | Premiera          | Cod de producție | Audiență |
| -- | -- | ------------------------ | ------------ | ---------------------------- | ----------------- | ---------------- | -------- |
| 6  | 1  | „The Ex-Girlfriend”      | Tom Cherones | Larry David & Jerry Seinfeld | 23 ianuarie 1991  | 201              | 10.9/17  |
| 7  | 2  | „The Pony Remark”        | Tom Cherones | Larry David & Jerry Seinfeld | 30 ianuarie 1991  | 202              | 10.7/16  |
| 8  | 3  | „The Jacket”             | Tom Cherones | Larry David & Jerry Seinfeld | 6 februarie 1991  | 205              | 10.4/16  |
| 9  | 4  | „The Phone Message”      | Tom Cherones | Larry David & Jerry Seinfeld | 13 februarie 1991 | 207              | 9.7/15   |
| 10 | 5  | „The Apartment”          | Tom Cherones | Peter Mehlman                | 4 aprilie 1991    | 208              | 16.9/28  |
| 11 | 6  | „The Statue”             | Tom Cherones | Larry Charles                | 11 aprilie 1991   | 210              | 16.1/26  |
| 12 | 7  | „The Revenge”            | Tom Cherones | Larry David                  | 18 aprilie 1991   | 212              | 14.4/24  |
| 13 | 8  | „The Heart Attack”       | Tom Cherones | Larry Charles                | 25 aprilie 1991   | 211              | 14.7/24  |
| 14 | 9  | „The Deal”               | Tom Cherones | Larry David                  | 2 mai 1991        | 213              | 15.5/25  |
| 15 | 10 | „The Baby Shower”        | Tom Cherones | Larry Charles                | 16 mai 1991       | 204              | 12.4/21  |
| 16 | 11 | „The Chinese Restaurant” | Tom Cherones | Larry David & Jerry Seinfeld | 23 mai 1991       | 206              | 11.7/21  |
| 17 | 12 | „The Busboy”             | Tom Cherones | Larry David & Jerry Seinfeld | 26 iunie 1991     | 203              | 8.8/16   |

### Sezonul 3: 1991–92
| №  | #  | Titlul                  | Regia           | Scenariul                                           | Premiera           | Cod de producție | Audiență |
| -- | -- | ----------------------- | --------------- | --------------------------------------------------- | ------------------ | ---------------- | -------- |
| 18 | 1  | „The Note”              | Tom Cherones    | Larry David                                         | 18 septembrie 1991 | 301              | 15.1/25  |
| 19 | 2  | „The Truth”             | David Steinberg | Elaine Pope                                         | 25 septembrie 1991 | 302              | 11.5/19  |
| 20 | 3  | „The Pen”               | Tom Cherones    | Larry David                                         | 2 octombrie 1991   | 305              | 11.1/17  |
| 21 | 4  | „The Dog”               | Tom Cherones    | Larry David                                         | 9 octombrie 1991   | 303              | 12.3/20  |
| 22 | 5  | „The Library”           | Joshua White    | Larry Charles                                       | 16 octombrie 1991  | 304              | 11.6/19  |
| 23 | 6  | „The Parking Garage”    | Tom Cherones    | Larry David                                         | 30 octombrie 1991  | 306              | 12.1/19  |
| 24 | 7  | „The Cafe”              | Tom Cherones    | Tom Leopold                                         | 6 noiembrie 1991   | 307              | 11.7/18  |
| 25 | 8  | „The Tape”              | David Steinberg | Larry David, Bob Shaw & Don McEnery                 | 13 noiembrie 1991  | 308              | 11.2/17  |
| 26 | 9  | „The Nose Job”          | Tom Cherones    | Peter Mehlman                                       | 20 noiembrie 1991  | 309              | 11.8/19  |
| 27 | 10 | „The Stranded”          | Tom Cherones    | Larry David, Jerry Seinfeld & Matt Goldman          | 27 noiembrie 1991  | 209              | 12.3/20  |
| 28 | 11 | „The Alternate Side”    | Tom Cherones    | Larry David & Bill Masters                          | 4 decembrie 1991   | 310              | 12.4/19  |
| 29 | 12 | „The Red Dot”           | Tom Cherones    | Larry David                                         | 11 decembrie 1991  | 311              | 12.2/19  |
| 30 | 13 | „The Subway”            | Tom Cherones    | Larry Charles                                       | 8 ianuarie 1992    | 313              | 12.8/20  |
| 31 | 14 | „The Pez Dispenser”     | Tom Cherones    | Larry David                                         | 15 ianuarie 1992   | 314              | 13.0/20  |
| 32 | 15 | „The Suicide”           | Tom Cherones    | Tom Leopold                                         | 29 ianuarie 1992   | 312              | 11.4/18  |
| 33 | 16 | „The Fix-Up”            | Tom Cherones    | Larry Charles & Elaine Pope                         | 5 februarie 1992   | 317              | 13.0/20  |
| 34 | 17 | „The Boyfriend: Part 1” | Tom Cherones    | Larry David & Larry Levin                           | 12 februarie 1992  | 315              | 12.1/18  |
| 35 | 18 | „The Boyfriend: Part 2” | Tom Cherones    | Larry David & Larry Levin                           | 12 februarie 1992  | 316              | 12.1/18  |
| 36 | 19 | „The Limo”              | Tom Cherones    | Roteiro por: Larry Charles História por: Marc Jaffe | 26 februarie 1992  | 318              | 13.6/21  |
| 37 | 20 | „The Good Samaritan”    | Jason Alexander | Peter Mehlman                                       | 4 martie 1992      | 319              | 11.5/18  |
| 38 | 21 | „The Letter”            | Tom Cherones    | Larry David                                         | 25 martie 1992     | 320              | 15.0/24  |
| 39 | 22 | „The Parking Space”     | Tom Cherones    | Larry David & Greg Daniels                          | 22 aprilie 1992    | 321              | 12/19    |
| 40 | 23 | „The Keys”              | Tom Cherones    | Larry Charles                                       | 6 mai 1992         | 322              | 11.4/18  |

### Sezonul 4: 1992–93
| №  | #  | Titlul                | Regia        | Scenariul                                                                             | Premiera           | Cod de producție |
| -- | -- | --------------------- | ------------ | ------------------------------------------------------------------------------------- | ------------------ | ---------------- |
| 41 | 1  | „The Trip: Part 1”    | Tom Cherones | Larry Charles                                                                         | 12 august 1992     | 401              |
| 42 | 2  | „The Trip: Part 2”    | Tom Cherones | Larry Charles                                                                         | 19 august 1992     | 402              |
| 43 | 3  | „The Pitch”           | Tom Cherones | Larry David                                                                           | 16 septembrie 1992 | 403              |
| 44 | 4  | „The Ticket”          | Tom Cherones | Larry David                                                                           | 16 septembrie 1992 | 404              |
| 45 | 5  | „The Wallet”          | Tom Cherones | Larry David                                                                           | 23 septembrie 1992 | 405              |
| 46 | 6  | „The Watch”           | Tom Cherones | Larry David                                                                           | 30 septembrie 1992 | 406              |
| 47 | 7  | „The Bubble Boy”      | Tom Cherones | Larry David & Larry Charles                                                           | 7 octombrie 1992   | 407              |
| 48 | 8  | „The Cheever Letters” | Tom Cherones | Scenariu de: Larry David Povestire de: Larry David, Elaine Pope & Tom Leopold         | 28 octombrie 1992  | 408              |
| 49 | 9  | „The Opera”           | Tom Cherones | Larry Charles                                                                         | 4 noiembrie 1992   | 409              |
| 50 | 10 | „The Virgin”          | Tom Cherones | Scenariu de: Peter Mehlman Povestire de: Peter Mehlman, Peter Farrelly & Bob Farrelly | 11 noiembrie 1992  | 410              |
| 51 | 11 | „The Contest”         | Tom Cherones | Larry David                                                                           | 18 noiembrie 1992  | 411              |
| 52 | 12 | „The Airport”         | Tom Cherones | Larry Charles                                                                         | 25 noiembrie 1992  | 412              |
| 53 | 13 | „The Pick”            | Tom Cherones | Scenariu de: Larry David Povestire de: Larry David & Marc Jaffe                       | 16 decembrie 1992  | 413              |
| 54 | 14 | „The Movie”           | Tom Cherones | Steve Skrovan, Bill Masters & Jon Hayman                                              | 6 ianuarie 1993    | 414              |
| 55 | 15 | „The Visa”            | Tom Cherones | Peter Mehlman                                                                         | 27 ianuarie 1993   | 415              |
| 56 | 16 | „The Shoes”           | Tom Cherones | Larry David & Jerry Seinfeld                                                          | 4 februarie 1993   | 417              |
| 57 | 17 | „The Outing”          | Tom Cherones | Larry Charles                                                                         | 11 februarie 1993  | 416              |
| 58 | 18 | „The Old Man”         | Tom Cherones | Scenariu de: Larry Charles Povestire de: Bruce Kirschbaum                             | 18 februarie 1993  | 418              |
| 59 | 19 | „The Implant”         | Tom Cherones | Peter Mehlman                                                                         | 25 februarie 1993  | 419              |
| 60 | 20 | „The Junior Mint”     | Tom Cherones | Andy Robin                                                                            | 18 martie 1993     | 421              |
| 61 | 21 | „The Smelly Car”      | Tom Cherones | Larry David & Peter Mehlman                                                           | 15 aprilie 1993    | 422              |
| 62 | 22 | „The Handicap Spot”   | Tom Cherones | Larry David                                                                           | 13 mai 1993        | 420              |
| 63 | 23 | „The Pilot: Part 1”   | Tom Cherones | Larry David                                                                           | 20 mai 1993        | 423              |
| 64 | 24 | „The Pilot: Part 2”   | Tom Cherones | Larry David                                                                           | 20 mai 1993        | 424              |

### Sezonul 5: 1993–94
| №  | #  | Titlul                    | Regia        | Scenariul                                                                | Premiera           | Cod de producție |
| -- | -- | ------------------------- | ------------ | ------------------------------------------------------------------------ | ------------------ | ---------------- |
| 65 | 1  | „The Mango”               | Tom Cherones | Scenariu de: Lawrence H. Levy & Buck Dancer Poveste de: Lawrence H. Levy | 16 septembrie 1993 | 501              |
| 66 | 2  | „The Puffy Shirt”         | Tom Cherones | Larry David                                                              | 23 septembrie 1993 | 503              |
| 67 | 3  | „The Glasses”             | Tom Cherones | Tom Gammill & Max Pross                                                  | 30 septembrie 1993 | 502              |
| 68 | 4  | „The Sniffing Accountant” | Tom Cherones | Larry David & Jerry Seinfeld                                             | 7 octombrie 1993   | 504              |
| 69 | 5  | „The Bris”                | Tom Cherones | Larry Charles                                                            | 14 octombrie 1993  | 505              |
| 70 | 6  | „The Lip Reader”          | Tom Cherones | Carol Leifer                                                             | 28 octombrie 1993  | 506              |
| 71 | 7  | „The Non-Fat Yogurt”      | Tom Cherones | Larry David                                                              | 4 noiembrie 1993   | 507              |
| 72 | 8  | „The Barber”              | Tom Cherones | Andy Robin                                                               | 11 noiembrie 1993  | 508              |
| 73 | 9  | „The Masseuse”            | Tom Cherones | Peter Mehlman                                                            | 18 noiembrie 1993  | 509              |
| 74 | 10 | „The Cigar Store Indian”  | Tom Cherones | Tom Gammill & Max Pross                                                  | 9 decembrie 1993   | 510              |
| 75 | 11 | „The Conversion”          | Tom Cherones | Bruce Kirschbaum                                                         | 16 decembrie 1993  | 511              |
| 76 | 12 | „The Stall”               | Tom Cherones | Larry Charles                                                            | 6 ianuarie 1994    | 512              |
| 77 | 13 | „The Dinner Party”        | Tom Cherones | Larry David                                                              | 3 februarie 1994   | 514              |
| 78 | 14 | „The Marine Biologist”    | Tom Cherones | Ron Hauge & Charlie Rubin                                                | 10 februarie 1994  | 513              |
| 79 | 15 | „The Pie”                 | Tom Cherones | Tom Gammill & Max Pross                                                  | 17 februarie 1994  | 515              |
| 80 | 16 | „The Stand-In”            | Tom Cherones | Larry David                                                              | 24 februarie 1994  | 516              |
| 81 | 17 | „The Wife”                | Tom Cherones | Peter Mehlman                                                            | 17 martie 1994     | 517              |
| 82 | 18 | „The Raincoats: Part 1”   | Tom Cherones | Tom Gammill & Max Pross Larry David & Jerry Seinfeld                     | 28 aprilie 1994    | 519              |
| 83 | 19 | „The Raincoats: Part 2”   | Tom Cherones | Tom Gammill & Max Pross Larry David & Jerry Seinfeld                     | 28 aprilie 1994    | 520              |
| 84 | 20 | „The Fire”                | Tom Cherones | Larry Charles                                                            | 5 mai 1994         | 518              |
| 85 | 21 | „The Hamptons”            | Tom Cherones | Peter Mehlman & Carol Leifer                                             | 12 mai 1994        | 521              |
| 86 | 22 | „The Opposite”            | Tom Cherones | Andy Cowan and Larry David & Jerry Seinfeld                              | 19 mai 1994        | 522              |

### Sezonul 6: 1994–95
| №   | #  | Titlul                          | Regia              | Scenariul                                                                                                   | Premiera           | Cod de producție | Audiență |
| --- | -- | ------------------------------- | ------------------ | --- | ------------------ | ---------------- | -------- |
| 87  | 1  | „The Chaperone”                 | Andy Ackerman      | Larry David Bill Masters & Bob Shaw                                                                         | 22 septembrie 1994 | 601              |          |
| 88  | 2  | „The Big Salad”                 | Andy Ackerman      | Larry David                                                                                                 | 29 septembrie 1994 | 602              |          |
| 89  | 3  | „The Pledge Drive”              | Andy Ackerman      | Tom Gammill & Max Pross                                                                                     | 6 octombrie 1994   | 603              |          |
| 90  | 4  | „The Chinese Woman”             | Andy Ackerman      | Peter Mehlman                                                                                               | 13 octombrie 1994  | 604              |          |
| 91  | 5  | „The Couch”                     | Andy Ackerman      | Larry David                                                                                                 | 27 octombrie 1994  | 605              |          |
| 92  | 6  | „The Gymnast”                   | Andy Ackerman      | Alec Berg & Jeff Schaffer                                                                                   | 3 noiembrie 1994   | 606              |          |
| 93  | 7  | „The Soup”                      | Andy Ackerman      | Fred Stoller                                                                                                | 10 noiembrie 1994  | 608              |          |
| 94  | 8  | „The Mom & Pop Store”           | Andy Ackerman      | Tom Gammill & Max Pross                                                                                     | 17 noiembrie 1994  | 607              |          |
| 95  | 9  | „The Secretary”                 | David Owen Trainor | Carol Leifer & Marjorie Gross                                                                               | 8 decembrie 1994   | 609              |          |
| 96  | 10 | „The Race”                      | Andy Ackerman      | Scenariu de: Tom Gammill & Max Pross Larry David Poveste de: Tom Gammill & Max Pross Larry David & Sam Kass | 15 decembrie 1994  | 612              |          |
| 97  | 11 | „The Switch”                    | Andy Ackerman      | Bruce Kirschbaum and Sam Kass                                                                               | 5 ianuarie 1995    | 610              |          |
| 98  | 12 | „The Label Maker”               | Andy Ackerman      | Alec Berg & Jeff Schaffer                                                                                   | 19 ianuarie 1995   | 611              |          |
| 99  | 13 | „The Scofflaw”                  | Andy Ackerman      | Peter Mehlman                                                                                               | 26 ianuarie 1995   | 613              |          |
| 100 | 14 | „The Highlights of 100: Part 1” | Andy Ackerman      | Peter Mehlman                                                                                               | 2 februarie 1995   | 623              |          |
| 101 | 15 | „The Highlights of 100: Part 2” | Andy Ackerman      | Peter Mehlman                                                                                               | 2 februarie 1995   | 624              |          |
| 102 | 16 | „The Beard”                     | Andy Ackerman      | Carol Leifer                                                                                                | 9 februarie 1995   | 615              |          |
| 103 | 17 | „The Kiss Hello”                | Andy Ackerman      | Larry David & Jerry Seinfeld                                                                                | 16 februarie 1995  | 614              |          |
| 104 | 18 | „The Doorman”                   | Andy Ackerman      | Tom Gammill & Max Pross                                                                                     | 23 februarie 1995  | 616              |          |
| 105 | 19 | „The Jimmy”                     | Andy Ackerman      | Gregg Kavet & Andy Robin                                                                                    | 16 martie 1995     | 617              |          |
| 106 | 20 | „The Doodle”                    | Andy Ackerman      | Alec Berg & Jeff Schaffer                                                                                   | 6 aprilie 1995     | 618              |          |
| 107 | 21 | „The Fusilli Jerry”             | Andy Ackerman      | Scenariu de: Marjorie Gross Poveste de: Marjorie Gross & Jonathan Gross Ron Hauge & Charlie Rubin           | 27 aprilie 1995    | 619              |          |
| 108 | 22 | „The Diplomat's Club”           | Andy Ackerman      | Tom Gammill & Max Pross                                                                                     | 4 mai 1995         | 620              |          |
| 109 | 23 | „The Face Painter”              | Andy Ackerman      | Scenariu de: Larry David Poveste de: Larry David & Fred Stoller                                             | 11 mai 1995        | 622              |          |
| 110 | 24 | „The Understudy”                | Andy Ackerman      | Marjorie Gross & Carol Leifer                                                                               | 18 mai 1995        | 621              |          |

### Sezonul 7: 1995–96
| №   | #  | Titlul                       | Regia         | Scenariul                                                          | Premiera           | Cod de producție | Audiență |
| --- | -- | ---------------------------- | ------------- | ------------------------------------------------------------------ | ------------------ | ---------------- | -------- |
| 111 | 1  | „The Engagement”             | Andy Ackerman | Larry David                                                        | 21 septembrie 1995 | 701              |          |
| 112 | 2  | „The Postponement”           | Andy Ackerman | Larry David                                                        | 28 septembrie 1995 | 702              |          |
| 113 | 3  | „The Maestro”                | Andy Ackerman | Larry David                                                        | 5 octombrie 1995   | 703              |          |
| 114 | 4  | „The Wink”                   | Andy Ackerman | Tom Gammill & Max Pross                                            | 12 octombrie 1995  | 704              |          |
| 115 | 5  | „The Hot Tub”                | Andy Ackerman | Gregg Kavet & Andy Robin                                           | 29 octombrie 1995  | 705              |          |
| 116 | 6  | „The Soup Nazi”              | Andy Ackerman | Spike Feresten                                                     | 2 noiembrie 1995   | 706              |          |
| 117 | 7  | „The Secret Code”            | Andy Ackerman | Alec Berg & Jeff Schaffer                                          | 9 noiembrie 1995   | 707              |          |
| 118 | 8  | „The Pool Guy”               | Andy Ackerman | David Mandel                                                       | 16 noiembrie 1995  | 708              |          |
| 119 | 9  | „The Sponge”                 | Andy Ackerman | Peter Mehlman                                                      | 7 decembrie 1995   | 709              |          |
| 120 | 10 | „The Gum”                    | Andy Ackerman | Tom Gammill & Max Pross                                            | 14 decembrie 1995  | 710              |          |
| 121 | 11 | „The Rye”                    | Andy Ackerman | Carol Leifer                                                       | 4 ianuarie 1996    | 711              |          |
| 122 | 12 | „The Caddy”                  | Andy Ackerman | Gregg Kavet & Andy Robin                                           | 25 ianuarie 1996   | 712              |          |
| 123 | 13 | „The Seven”                  | Andy Ackerman | Alec Berg & Jeff Schaffer                                          | 1 februarie 1996   | 713              |          |
| 124 | 14 | „The Cadillac: Part 1”       | Andy Ackerman | Larry David & Jerry Seinfeld                                       | 8 februarie 1996   | 714              |          |
| 125 | 15 | „The Cadillac: Part 2”       | Andy Ackerman | Larry David & Jerry Seinfeld                                       | 8 februarie 1996   | 717              |          |
| 126 | 16 | „The Shower Head”            | Andy Ackerman | Peter Mehlman & Marjorie Gross                                     | 15 februarie 1996  | 715              |          |
| 127 | 17 | „The Doll”                   | Andy Ackerman | Tom Gammill & Max Pross                                            | 22 februarie 1996  | 716              |          |
| 128 | 18 | „The Friars Club”            | Andy Ackerman | David Mandel                                                       | 7 martie 1996      | 718              |          |
| 129 | 19 | „The Wig Master”             | Andy Ackerman | Spike Feresten                                                     | 4 aprilie 1996     | 719              |          |
| 130 | 20 | „The Calzone”                | Andy Ackerman | Alec Berg & Jeff Schaffer                                          | 25 aprilie 1996    | 720              |          |
| 131 | 21 | „The Bottle Deposit: Part 1” | Andy Ackerman | Gregg Kavet & Andy Robin                                           | 2 mai 1996         | 721              |          |
| 132 | 22 | „The Bottle Deposit: Part 2” | Andy Ackerman | Gregg Kavet & Andy Robin                                           | 2 mai 1996         | 722              |          |
| 133 | 23 | „The Wait Out”               | Andy Ackerman | Scenariu de: Peter Mehlman Poveste de: Peter Mehlman & Matt Selman | 9 mai 1996         | 723              |          |
| 134 | 24 | „The Invitations”            | Andy Ackerman | Larry David                                                        | 16 mai 1996        | 724              |          |

### Sezonul 8: 1996–97
| №   | #  | Titlul                 | Regia              | Scenariul                               | Premiera           | Cod de producție | Audiență |
| --- | -- | ---------------------- | ------------------ | --------------------------------------- | ------------------ | ---------------- | -------- |
| 136 | 2  | „The Soul Mate”        | Andy Ackerman      | Peter Mehlman                           | 26 septembrie 1996 | 802              |          |
| 137 | 3  | „The Bizarro Jerry”    | Andy Ackerman      | David Mandel                            | 3 octombrie 1996   | 803              |          |
| 138 | 4  | „The Little Kicks”     | Andy Ackerman      | Spike Feresten                          | 10 octombrie 1996  | 804              |          |
| 139 | 5  | „The Package”          | Andy Ackerman      | Jennifer Crittenden                     | 17 octombrie 1996  | 805              |          |
| 140 | 6  | „The Fatigues”         | Andy Ackerman      | Gregg Kavet & Andy Robin                | 31 octombrie 1996  | 806              |          |
| 141 | 7  | „The Checks”           | Andy Ackerman      | Steve O'Donnell Tom Gammill & Max Pross | 7 noiembrie 1996   | 807              |          |
| 142 | 8  | „The Chicken Roaster”  | Andy Ackerman      | Alec Berg & Jeff Schaffer               | 14 noiembrie 1996  | 808              |          |
| 143 | 9  | „The Abstinence”       | Andy Ackerman      | Steve Koren                             | 21 noiembrie 1996  | 809              |          |
| 144 | 10 | „The Andrea Doria”     | Andy Ackerman      | Spike Feresten                          | 19 decembrie 1996  | 810              |          |
| 145 | 11 | „The Little Jerry”     | Andy Ackerman      | Jennifer Crittenden                     | 9 ianuarie 1997    | 811              |          |
| 146 | 12 | „The Money”            | Andy Ackerman      | Peter Mehlman                           | 16 ianuarie 1997   | 813              |          |
| 147 | 13 | „The Comeback”         | David Owen Trainor | Gregg Kavet & Andy Robin                | 30 ianuarie 1997   | 812              |          |
| 148 | 14 | „The Van Buren Boys”   | Andy Ackerman      | Darin Henry                             | 6 februarie 1997   | 814              |          |
| 149 | 15 | „The Susie”            | Andy Ackerman      | David Mandel                            | 13 februarie 1997  | 815              |          |
| 150 | 16 | „The Pothole”          | Andy Ackerman      | Steve O'Donnell and Dan O'Keefe         | 20 februarie 1997  | 816              |          |
| 151 | 17 | „The English Patient”  | Andy Ackerman      | Steve Koren                             | 13 martie 1997     | 817              |          |
| 152 | 18 | „The Nap”              | Andy Ackerman      | Gregg Kavet & Andy Robin                | 10 aprilie 1997    | 818              |          |
| 153 | 19 | „The Yada Yada”        | Andy Ackerman      | Peter Mehlman and Jill Franklyn         | 24 aprilie 1997    | 819              |          |
| 154 | 20 | „The Millennium”       | Andy Ackerman      | Jennifer Crittenden                     | 1 mai 1997         | 820              |          |
| 155 | 21 | „The Muffin Tops”      | Andy Ackerman      | Spike Feresten                          | 8 mai 1997         | 821              |          |
| 156 | 22 | „The Summer of George” | Andy Ackerman      | Alec Berg & Jeff Schaffer               | 15 mai 1997        | 822              |          |

### Sezonul 9: 1997–98
| №   | #  | Titlul                  | Regia         | Scenariul | Premiera           | Cod de producție | Audiență |
| --- | -- | ----------------------- | ------------- | --- | ------------------ | ---------------- | -------- |
| 157 | 1  | „The Butter Shave”      | Andy Ackerman | Alec Berg & Jeff Schaffer & David Mandel | 25 septembrie 1997 | 901              |          |
| 158 | 2  | „The Voice”             | Andy Ackerman | Alec Berg & Jeff Schaffer & David Mandel | 2 octombrie 1997   | 902              |          |
| 159 | 3  | „The Serenity Now”      | Andy Ackerman | Steve Koren | 9 octombrie 1997   | 903              |          |
| 160 | 4  | „The Blood”             | Andy Ackerman | Dan O'Keefe | 16 octombrie 1997  | 904              |          |
| 161 | 5  | „The Junk Mail”         | Andy Ackerman | Spike Feresten | 30 octombrie 1997  | 905              |          |
| 162 | 6  | „The Merv Griffin Show” | Andy Ackerman | Bruce Eric Kaplan | 6 noiembrie 1997   | 906              |          |
| 163 | 7  | „The Slicer”            | Andy Ackerman | Scenariu de: Gregg Kavet & Andy Robin Povestire de: Gregg Kavet & Andy Robin & Darin Henry                                                        | 13 noiembrie 1997  | 907              |          |
| 164 | 8  | „The Betrayal”          | Andy Ackerman | David Mandel & Peter Mehlman | 20 noiembrie 1997  | 908              |          |
| 165 | 9  | „The Apology”           | Andy Ackerman | Jennifer Crittenden | 11 decembrie 1997  | 909              |          |
| 166 | 10 | „The Strike”            | Andy Ackerman | Dan O'Keefe Alec Berg & Jeff Schaffer | 18 decembrie 1997  | 910              |          |
| 167 | 11 | „The Dealership”        | Andy Ackerman | Steve Koren | 8 ianuarie 1998    | 911              |          |
| 168 | 12 | „The Reverse Peephole”  | Andy Ackerman | Spike Feresten | 15 ianuarie 1998   | 912              |          |
| 169 | 13 | „The Cartoon”           | Andy Ackerman | Bruce Eric Kaplan | 29 ianuarie 1998   | 913              |          |
| 170 | 14 | „The Strong Box”        | Andy Ackerman | Scenariu de: Dan O'Keefe Povestire de: Dan O'Keefe & Billy Kimball                                                                                | 5 februarie 1998   | 914              |          |
| 171 | 15 | „The Wizard”            | Andy Ackerman | Steve Lookner | 26 februarie 1998  | 915              |          |
| 172 | 16 | „The Burning”           | Andy Ackerman | Jennifer Crittenden | 19 martie 1998     | 916              |          |
| 173 | 17 | „The Bookstore”         | Andy Ackerman | Scenariu de: Spike Feresten Povestire de: Spike Feresten Darin Henry & Marc Jaffe                                                                 | 16 aprilie 1998    | 917              |          |
| 174 | 18 | „The Frogger”           | Andy Ackerman | Scenariu de: Gregg Kavet & Andy Robin Povestire de: Gregg Kavet & Andy Robin Steve Koren & Dan O'Keefe                                            | 23 aprilie 1998    | 918              |          |
| 175 | 19 | „The Maid”              | Andy Ackerman | Scenariu de: Alec Berg & David Mandel & Jeff Schaffer História por: Alec Berg & David Mandel & Jeff Schaffer Kit Boss & Peter Mehlman             | 30 aprilie 1998    | 919              |          |
| 176 | 20 | „The Puerto Rican Day”  | Andy Ackerman | Alec Berg, Jennifer Crittenden, Spike Feresten, Bruce Eric Kaplan, Gregg Kavet, Steve Koren, David Mandel, Dan O'Keefe, Andy Robin, Jeff Schaffer | 7 mai 1998         | 920              |          |
| 177 | 21 | „The Clip Show: Part 1” | Andy Ackerman | Darin Henry | 14 mai 1998        | 921              |          |
| 178 | 22 | „The Clip Show: Part 2” | Andy Ackerman | Darin Henry | 14 mai 1998        | 922              |          |
| 179 | 23 | „The Finale: Part 1”    | Andy Ackerman | Larry David | 14 mai 1998        | 923              |          |
| 180 | 24 | „The Finale: Part 2”    | Andy Ackerman | Larry David | 14 mai 1998        | 924              |          |

## Episod nerealizat
- The Bet (Episod Seinfeld nerealizat)

Scenariul: Larry Charles